# Tipula lindneriana
Tipula lindneriana är en tvåvingeart som beskrevs av Alexander 1964. Tipula lindneriana ingår i släktet Tipula och familjen storharkrankar. Inga underarter finns listade i Catalogue of Life.